# 新彼得里夫卡 (羅茲季利納區)
47°2′6″N 29°53′17″E / 47.03500°N 29.88806°E
新彼得里夫卡（烏克蘭語：Новопетрівка）是位於烏克蘭西南部的村莊，由敖德萨州羅茲季利納區的大米哈伊利夫卡市鎮負責管轄。該村始建於1823年，面積3.42平方公里，海拔高度29米，2001年人口2,091，人口密度每平方公里611.4人。